# Miya Folick
 (janvier 2024).
Miya Folick, née le 9 juin 1989 à Santa Ana (Californie, est une autrice-compositrice-interprète américaine.

## Premières années
Son père russe est un homme d'affaires, sa mère japonaise est une travailleuse sociale,. Elle est élevée comme bouddhiste Jōdo Shinshū, apprenant à jouer des taikos dans un groupe religieux.
Folick est élève de la Foothill High School à Santa Ana, où elle fait partie de l'équipe de basket-ball pendant neuf ans, alors qu'elle n'aime pas ce sport, et obtient son diplôme en 2007.
Folick s'inscrit à l'université de New York de 2007 à 2009 pour étudier le théâtre, mais est transféré en 2009 et obtient un bachelor en arts dramatiques de l'université de Californie du Sud en 2011. Elle n'est pas intéressée par ses premières propositions de rôles à la télévision. Pendant un semestre sabbatique, un ami du lycée lui apprend à jouer de la guitare.
Comme un ami, Folick crée un profil sur Tinder uniquement pour solliciter des collaborateurs et rapidement forme un groupe. Elle a tellement le trac qu'elle ne peut manger pendant des jours avant l'un de ses premiers concerts, au Bootleg Theatre de Los Angeles, en 2013. Puis, pendant l'avant-dernière chanson de son set ce soir-là, Gillian Welch la découvre.

## Carrière
Folick sort son premier EP, Strange Darling, en décembre 2015, puis deux singles, Pet Body et God Is a Woman en 2016 avant la sortie de son deuxième EP Give It To Me, en novembre 2017 chez Terrible Records.
En septembre 2018, Folick sort la nouvelle chanson Stop Talking et le clip vidéo qui l'accompagne. Elle sort son premier album, Premonitions, le 26 octobre 2018.
Folick accompagne les groupes Pale Waves et Sunflower Bean lors d'une tournée aux États-Unis et en Europe à l'automne 2018. À l'automne 2019, Folick fait une tournée avec Bishop Briggs à travers les États-Unis.

## Vie privée
Folick sort avec la musicienne K.Flay de 2018 à 2021.

## Discographie

### Albums studio
- 2015 - Strange Darling (EP) (Autoproduction)
- 2017 - Give It to Me (EP) (Terrible Records PS / Interscope Records)
- 2018 - Premonitions (Terrible Records PS / Interscope Records)
- 2023 - Roach (Nettwerk)
- 2025 - Erotica Veronica (Nettwerk)